# 卡拉·杜普伊
卡拉·杜普伊（1988年9月18日—）是一名阿根廷曲棍球運動員，曾代表國家參加2012年倫敦奧運的女子曲棍球比賽，並獲得一面銀牌。